# Metriocnemus distylus
Metriocnemus distylus är en tvåvingeart som beskrevs av Jean-Jacques Kieffer 1921. Metriocnemus distylus ingår i släktet Metriocnemus och familjen fjädermyggor.
Artens utbredningsområde är Frankrike. Inga underarter finns listade i Catalogue of Life.